# Compsodrillia bicarinata
Compsodrillia bicarinata är en snäckart som först beskrevs av Shasky 1961.  Compsodrillia bicarinata ingår i släktet Compsodrillia och familjen Turridae. Inga underarter finns listade i Catalogue of Life.